# Bouilh-Devant
Bouilh-Devant é uma comuna francesa na região administrativa de Occitânia, no departamento dos Altos Pirenéus. Estende-se por uma área de 2,99 km², Em 2010 a comuna tinha 22 habitantes (densidade: 7,4 hab./km²)..